# (100904) 1998 KW10
(100904) 1998 KW10 es un asteroide perteneciente al cinturón de asteroides, región del sistema solar que se encuentra entre las órbitas de Marte y Júpiter, más concretamente a la familia de 2000RY103, descubierto el 22 de mayo de 1998 por el equipo del Spacewatch desde el Observatorio Nacional de Kitt Peak, Arizona, Estados Unidos.

## Designación y nombre
Designado provisionalmente como 1998 KW10. 

## Características orbitales
1998 KW10 está situado a una distancia media del Sol de 3,093 ua, pudiendo alejarse hasta 3,383 ua y acercarse hasta 2,803 ua. Su excentricidad es 0,093 y la inclinación orbital 11,18 grados. Emplea 1987,57 días en completar una órbita alrededor del Sol.

## Características físicas
La magnitud absoluta de 1998 KW10 es 15,2. Tiene 3,737 km de diámetro y su albedo se estima en 0,105. 